# Gene Milford
Gene Milford, nome all'anagrafe Arthur Eugene Milford (Lamar, 19 gennaio 1902 – Santa Monica, 23 dicembre 1991), è stato un montatore statunitense, due volte vincitore dell'Oscar al miglior montaggio, nel 1938 per Orizzonte perduto e nel 1955 per Fronte del porto.

## Riconoscimenti
- Oscar al miglior montaggio
  - 1935: candidato - Una notte d'amore
  - 1938: vincitore (con Gene Havlick) - Orizzonte perduto
  - 1955: vincitore - Fronte del porto

## Filmografia parziale
- Diavoli volanti (Flight), regia di Frank Capra (1929)
- Congo (Vengeance), regia di Archie Mayo (1930)
- Arizona, regia di George B. Seitz (1931)
- La bolgia dei vivi (Shanghaied Love), regia di George B. Seitz (1931)
- La donna di platino (Platinum Blonde), regia di Frank Capra (1931)
- Maker of Men, regia di Edward Sedgwick (1931)
- Tramonto (Sisters Under the Skin), regia di David Burton (1934)
- Una notte d'amore (One Night of Love), regia di Victor Schertzinger (1934)
- Viviamo stanotte (Let's Live Tonight), regia di Victor Schertzinger (1935)
- Sulle ali della canzone (Love Me Forever), regia di Victor Schertzinger (1935)
- Paradisi artificiali (The Music Goes 'Round), regia di Victor Schertzinger (1936)
- Una donna qualunque (And So They Were Married), regia di Elliott Nugent (1936)
- Amanti di domani (When You're in Love), regia di Robert Riskin (1937)
- Orizzonte perduto (Lost Horizon), regia di Frank Capra (1937)
- La rivincita di Tarzan (Tarzan's Revenge), regia di D. Ross Lederman (1938)
- Angeli del mare (Coast Guard), regia di Edward Ludwig (1939)
- Il denaro non è tutto (Higher and Higher), regia di Tim Whelan (1943)
- Hotel Mocambo (Step Lively), regia di Tim Whelan (1944)
- Il Falco a Hollywood (The Falcon in Hollywood), regia di Gordon Douglas (1944)
- I falchi del fiume giallo (China Sky), regia di Ray Enright (1945)
- Fronte del porto (On the Waterfront), regia di Elia Kazan (1954)
- Baby Doll - La bambola viva (Baby Doll), regia di Elia Kazan (1956)
- Un volto nella folla (A Face in the Crowd), regia di Elia Kazan (1957)
- Force of Impulse, regia di Saul Swimmer (1961)
- Splendore nell'erba (Splendor in the Grass), regia di Elia Kazan (1961)
- Taras il magnifico (Taras Bulba), regia di J. Lee Thompson (1962)
- Strani compagni di letto (Strange Bedfellows), regia di Melvin Frank (1965)
- Quello strano sentimento (That Funny Feeling), regia di Richard Thorpe (1965)
- La caccia (The Chase), regia di Arthur Penn (1966)
- Gli occhi della notte (Wait Until Dark), regia di Terence Young (1967)
- Agli ordini del Führer e al servizio di Sua Maestà (Triple Cross), regia di Terence Young (1967)
- Conto alla rovescia (Countdown), regia di Robert Altman (1968)
- Uomini e cobra (There Was a Crooked Man...), regia di Joseph L. Mankiewicz (1970)
- L'uomo del Klan (The Klansman), regia di Terence Young (1974)
- Il conte di Montecristo (The Count of Monte-Cristo), regia di David Greene (1975)